# موزه مولوی
موزهٔ مولوی یا موزهٔ مولانا که در شهر قونیه در کشور ترکیه قرار گرفته، آرامگاه مولوی شاعر و صوفی ایرانی است.
سلطان علاءالدین کیقباد، که یک پادشاه سلجوقی بود، مولانا را به قونیه دعوت کرد و باغ رز خود را برای دفن پدر مولانا در اختیار وی گذاشت. پس از درگذشت خود مولوی، او هم در کنار پدرش دفن شد.
جانشین مولوی حسام‌الدین چلبی تصمیم گرفت بنایی برای مزار استاد خود بسازد. این مزار توسط بدرالدین تبریزی در سال ۱۲۷۴ میلادی با معماری سلجوقی بنا شد.

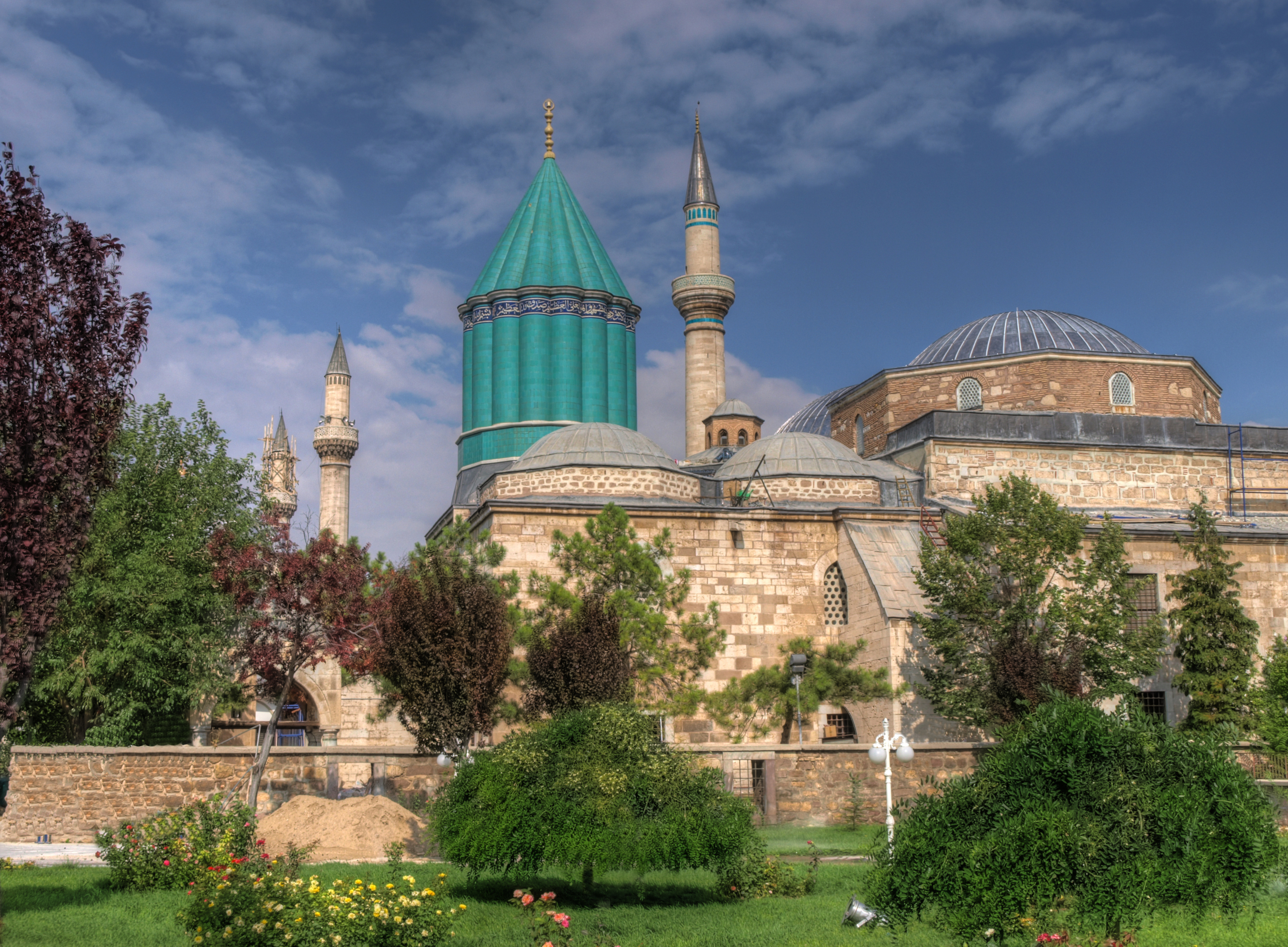
موزهٔ مولوی

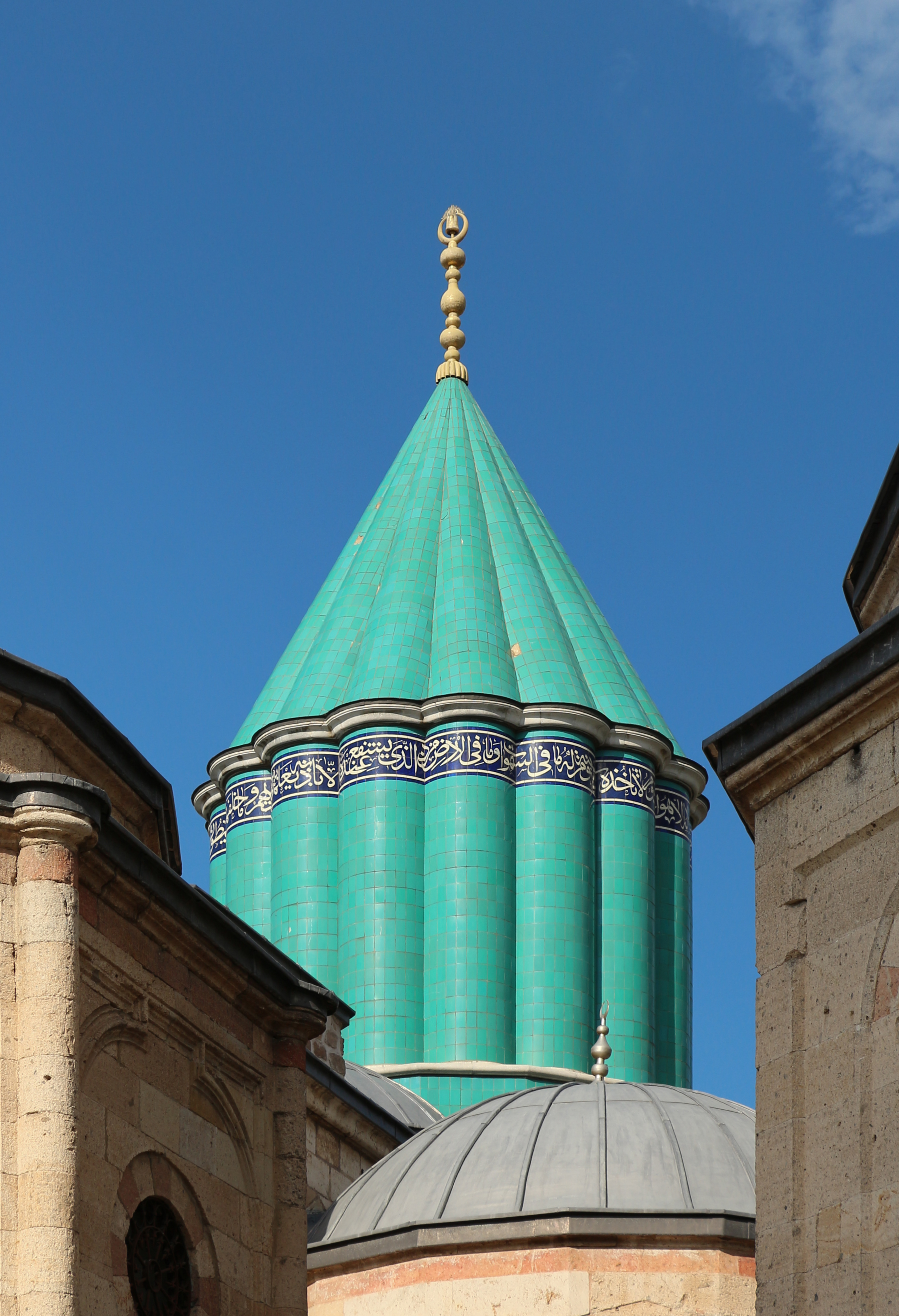
منظرهٔ موزهٔ مولوی و گنبد سبز

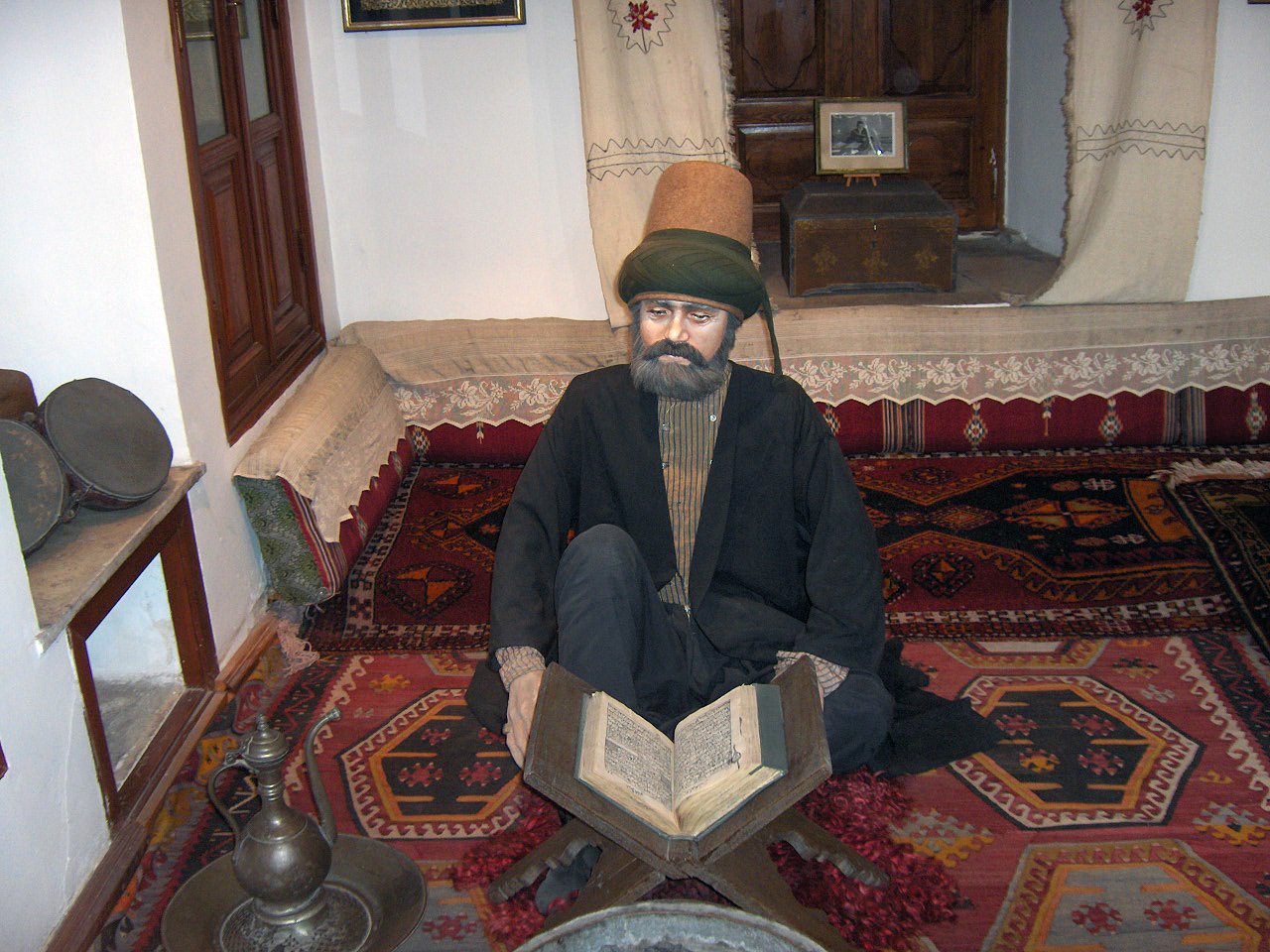
یک درویش در حال مطالعه

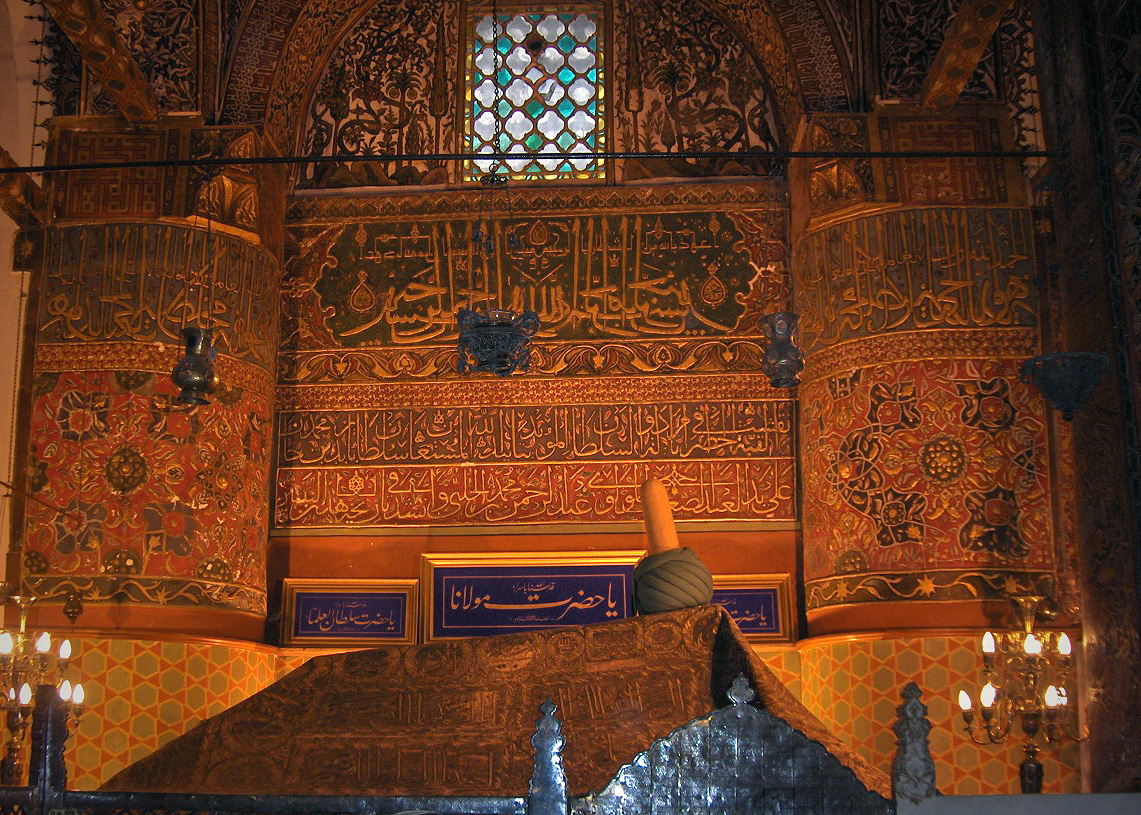
تابوت سنگی بر مزار مولانا

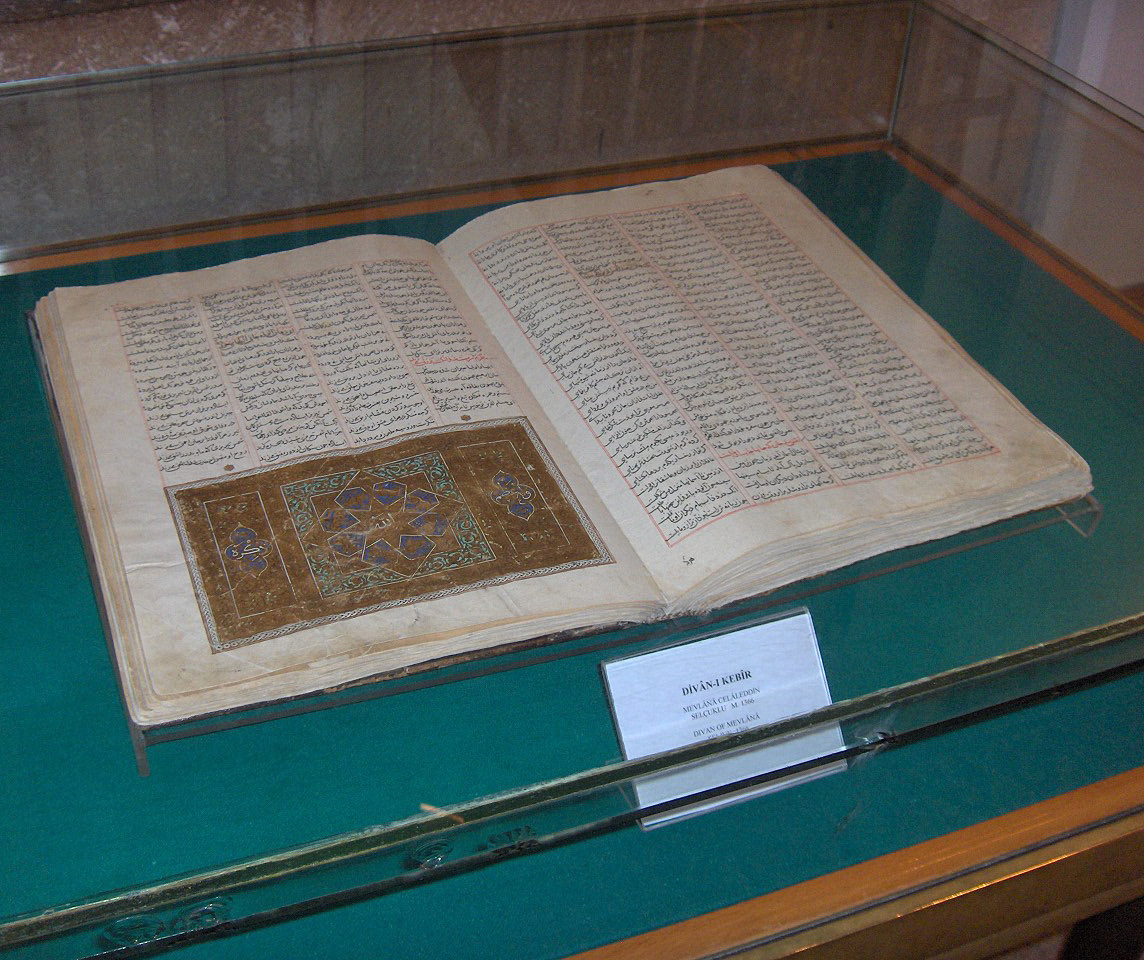
نسخه‌ای خطی از دیوان کبیر